# Papirologija
Papirologija je veda, ki preučuje starodavne zapise, korespondence, arhive itd., ki so se ohranili v rokopisih, napisanih na papirusu, ki je bila najpogostejša pisna podlaga v antičnih civilizacijah Egipta,  Grčije in Rima. Papirologija vključuje prevajanje in interpretacijo starih dokumentov v različne jezike ter vzdrževanje in ohranjanje redkih izvirnikov zapisov na papirusu.
Papirologija kot sistematična veda izhaja iz 80. in 90. let 19. stoletja, ko so arheologi na več lokacijah v Egiptu, kot sta Arsinoe (Faiyum) in Oksihinkus, odkrili velike količine dobro ohranjenih papirusov. Vodilni centri za papirologijo so Univerza v Oxfordu, Univerza v Heidelbergu, Egipčanski muzej in papirusova zbirka v Berlinskem državnem muzeju, Univerza Columbia, Univerza Michigan, Univerza Leiden, Avstrijska narodna knjižnica, Kalifornijska univerza Berkeley in Istituto Papirologico "G. Vitelli", povezan z Univerzo v Firencah.
Ustanovitelji papirologije so bili dunajski orientalist Joseph von Karabacek (arabska papirologija), Wilhelm Schubart (grška papirologija), avstrijski antikvar Theodor Graf, ki je v Egiptu pridobil več kot 100.000 grških, arabskih, koptskih in perzijskih papirusov, ki jih je kupil avstrijski nadvojvoda Rainer in tako oblikoval Rainerjevo zbirko, G. F. Tsereteli, ki je objavil papiruse iz ruske in gruzijske zbirke, Frederic George Kenyon, Otto Rubensohn, Ulrich Wilcken, Bernard Pyne Grenfell, Arthur Surridge Hunt in drugi ugledni znanstveniki.

## Raziskovalne ustanove
Osnovne ustanove za shranjevanje in raziskovanje papirusov so:
- Egipt — Egipčanski muzej v Kairu.
- Združeno kraljestvo — Britanski muzej v Londonu.
- Avstrija — Avstrijska narodna knjižnica na Dunaju.
- Gruzija — Inštitut rokopisov Gruzinske znanstvene akademije v Tbilisi.
- Italija — Medičejska knjižnica v Firencah.
- Nemčija — Egipčanski muzej v Berlinu.
- Poljska — Univerza v Varšavi.
- Rusija — Ermitaž v Sankt Peterburgu.
- ZDA — Univerza Columbia v New Yorku.
- Francija — Louvre v Parisu.

## Strokovne revije
- American Studies of Papyrology
- Analecta Papyrologica
- Archiv für Papyrusforschung
- Beiträge zur Alten Geschichte, Papyrologie und Epigraphik
- Chronique d’Égypte, Brüssel, od leta 1925.
- Cronache Ercolanesi
- Papyrologica Coloniensia
- Studia papyrologica, Barcelona 1962-1983.
- The Bulletin of the American Society of Papyrologists, New Haven (Conn.), dann Urbana, od leta 1963.
- The Journal of Egyptian Archaeology, od leta 1914.
- The Journal of Juristic Papyrology, Warschau od leta 1952.
- Zeitschrift für Papyrologie und Epigraphik, od leta 1967.